# Futbol'nyj Klub L'viv
Il Futbol'nyj Klub L'viv (in ucraino Футбольний Клуб Львів?) è stata una società di calcio di Leopoli, in Ucraina.

## Storia
Il club venne fondato nel maggio del 2006, sebbene fino al 2002 esistesse una squadra con il medesimo titolo sportivo. Il club venne ammesso direttamente alla Persha Liha in sostituzione del Hazovyk-Skala Stryi, come rappresentante dell'Oblast di Leopoli.
Al termine della stagione 2007-2008 è stata promosso per la prima volta nella massima serie ucraina, la Vyšča Liha.
La Kniazha Arena, che ospita le partite interne, ha una capacità di 3.220 spettatori.
Nel maggio del 2018, si fonde con il Veres Rivne, squadra militante in Prem"jer-liha, ottenendo così il diritto a disputare la massima serie ucraina. Milita nel massimo campionato ucraino per cinque stagioni, retrocedendo al termine della stagione 2022-2023. A seguito di tale retrocessione, la società non iscrive la squadra alla serie cadetta, cessando temporaneamente ogni attività sportiva.

## Rosa 2021-2022
Aggiornata all'8 marzo 2022.
| N. |                        | Ruolo | Calciatore         |
| -- | ---------------------- | ----- | ------------------ |
| 3  | Ucraina (bandiera)     | C     | Nazarij Muravs'kyj |
| 4  | Lussemburgo (bandiera) | D     | Enes Mahmutovic    |
| 5  | Ucraina (bandiera)     | C     | Oleksij Dovhyj     |
| 6  | Romania (bandiera)     | D     | Mihai Leca         |
| 7  | Ucraina (bandiera)     | C     | Bohdan Myšenko     |
| 9  | Ucraina (bandiera)     | D     | Oleksij Zozulja    |
| 10 | Uganda (bandiera)      | C     | Farouk Miya        |
| 11 | Ucraina (bandiera)     | A     | Vladyslav Buhaj    |
| 12 | Ucraina (bandiera)     | P     | Orest Kostyk       |
| 13 | Ucraina (bandiera)     | A     | Nazarij Nyč        |
| 15 | Ucraina (bandiera)     | D     | Borys Krušyns'kyj  |
| 21 | Ucraina (bandiera)     | D     | Oleksandr Romančuk |

| N. |                    | Ruolo | Calciatore             |
| -- | ------------------ | ----- | ---------------------- |
| 24 | Ucraina (bandiera) | C     | Volodymyr Yakimets     |
| 25 | Croazia (bandiera) | C     | Frane Čirjak           |
| 27 | Ucraina (bandiera) | C     | Andriy Busko           |
| 29 | Ucraina (bandiera) | A     | Artur Remenyak         |
| 31 | Ucraina (bandiera) | P     | Oleksandr Il'juščenkov |
| 47 | Ucraina (bandiera) | C     | Maksym Hrys'o          |
| 55 | Ucraina (bandiera) | P     | Ivan Ponomarenko       |
| 73 | Ucraina (bandiera) | C     | Oleksandr Vasyl'jev    |
| 89 | Ucraina (bandiera) | C     | Serhij Politylo        |
| 98 | Ucraina (bandiera) | C     | Dmytro Semeniv         |
|    | Francia (bandiera) | D     | Issiar Dramé           |
|    | Brasile (bandiera) | C     | Welves                 |

## Rosa 2020-2021
Aggiornata al 25 gennaio 2021.
| N. |                        | Ruolo | Calciatore         |
| -- | ---------------------- | ----- | ------------------ |
| 2  | Ucraina (bandiera)     | D     | Ivan Lobaj         |
| 3  | Ucraina (bandiera)     | C     | Petro Velychko     |
| 4  | Ucraina (bandiera)     | D     | Maksym Komarets    |
| 7  | Brasile (bandiera)     | A     | China              |
| 8  | Ucraina (bandiera)     | C     | Ivan Brikner       |
| 11 | Brasile (bandiera)     | C     | Welves             |
| 12 | Ucraina (bandiera)     | P     | Orest Kostyk       |
| 13 | Ucraina (bandiera)     | A     | Nazarij Nyč        |
| 14 | Ucraina (bandiera)     | D     | Maksym Brama       |
| 15 | Ucraina (bandiera)     | D     | Borys Krušyns'kyj  |
| 17 | Ucraina (bandiera)     | C     | Andriy Vychizhanin |
| 19 | Lituania (bandiera)    | C     | Donatas Kazlauskas |
| 21 | Ucraina (bandiera)     | D     | Oleksandr Romančuk |
| 22 | Lussemburgo (bandiera) | D     | Enes Mahmutovic    |
| 24 | Ucraina (bandiera)     | C     | Volodymyr Yakimets |
| 25 | Croazia (bandiera)     | C     | Frane Čirjak       |
| 26 | Ucraina (bandiera)     | C     | Maksym Khimchak    |

| N. |                    | Ruolo | Calciatore               |
| -- | ------------------ | ----- | ------------------------ |
| 27 | Ucraina (bandiera) | C     | Andriy Busko             |
| 29 | Ucraina (bandiera) | A     | Artur Remenyak           |
| 30 | Ghana (bandiera)   | A     | Ernest Antwi             |
| 31 | Ucraina (bandiera) | P     | Oleksandr Il'juščenkov   |
| 45 | Ucraina (bandiera) | A     | Yuriy Zakharkiv          |
| 47 | Ucraina (bandiera) | C     | Maksym Hrys'o            |
| 55 | Ucraina (bandiera) | C     | Dmytro Penteleychuk      |
| 70 | Ucraina (bandiera) | C     | Ostap Malashevskyi       |
| 96 | Brasile (bandiera) | C     | Rafael Sabino (capitano) |
| 99 | Francia (bandiera) | D     | Maroine Mihoubi          |
|    | Brasile (bandiera) | C     | Alvaro                   |
|    | Ucraina (bandiera) | C     | Oleksiy Dovhyi           |
|    | Brasile (bandiera) | C     | Pedro Vitor              |
|    | Ucraina (bandiera) | C     | Dmytro Semeniv           |
|    | Brasile (bandiera) | A     | Lipe Veloso              |
|    | Brasile (bandiera) | A     | Pernambuco               |
|    | Brasile (bandiera) | A     | Renan                    |

## Rosa 2019-2020
Aggiornata al 20 febbraio 2020.
| N. |                    | Ruolo | Calciatore          |
| -- | ------------------ | ----- | ------------------- |
| 4  | Ucraina (bandiera) | D     | Andriy Karvatskyi   |
| 5  | Ucraina (bandiera) | D     | Vladyslav Pryimak   |
| 7  | Brasile (bandiera) | A     | China               |
| 9  | Ucraina (bandiera) | A     | Mykyta Tatarkov     |
| 10 | Brasile (bandiera) | C     | Alvaro              |
| 13 | Ucraina (bandiera) | A     | Nazarij Nyč         |
| 14 | Brasile (bandiera) | A     | Matheus Iacovelli   |
| 17 | Ucraina (bandiera) | C     | Mykyta Khodakovskyi |
| 18 | Brasile (bandiera) | C     | Baiano              |
| 19 | Brasile (bandiera) | A     | Renan               |
| 20 | Ucraina (bandiera) | D     | Yehor Klymenchuk    |
| 21 | Ucraina (bandiera) | D     | Ihor Honchar        |
| 22 | Ucraina (bandiera) | D     | Anton Bratkov       |
| 23 | Ucraina (bandiera) | P     | Bohdan Sarnavskyi   |
| 25 | Ucraina (bandiera) | C     | Artem Nedolya       |

| N. |                    | Ruolo | Calciatore                 |
| -- | ------------------ | ----- | -------------------------- |
| 26 | Ucraina (bandiera) | C     | Maksym Khimchak            |
| 27 | Ucraina (bandiera) | C     | Andriy Busko               |
| 30 | Brasile (bandiera) | C     | Jonatan Lima               |
| 33 | Ucraina (bandiera) | D     | Serhiy Borzenko (capitano) |
| 35 | Ucraina (bandiera) | D     | Yuriy Kravchuk             |
| 44 | Brasile (bandiera) | D     | Cleber                     |
| 55 | Ucraina (bandiera) | C     | Dmytro Penteleychuk        |
| 77 | Brasile (bandiera) | A     | Filipe Pachtmann           |
| 90 | Ucraina (bandiera) | D     | Serhiy Lyulka              |
| 93 | Ucraina (bandiera) | A     | Yaroslav Bohunov           |
| 94 | Ucraina (bandiera) | P     | Herman Penkov              |
| 95 | Francia (bandiera) | D     | Joël Bopesu                |
| 96 | Brasile (bandiera) | C     | Sabino                     |
| 98 | Ucraina (bandiera) | C     | Dmytro Semeniv             |
|    | Ucraina (bandiera) | D     | Maksym Brama               |

## Palmarès

### Altri piazzamenti
- Perša Liha:

Secondo posto: 2007-2008
- Druha Liha:

Secondo posto: 1994-1995